# Stile manuelino

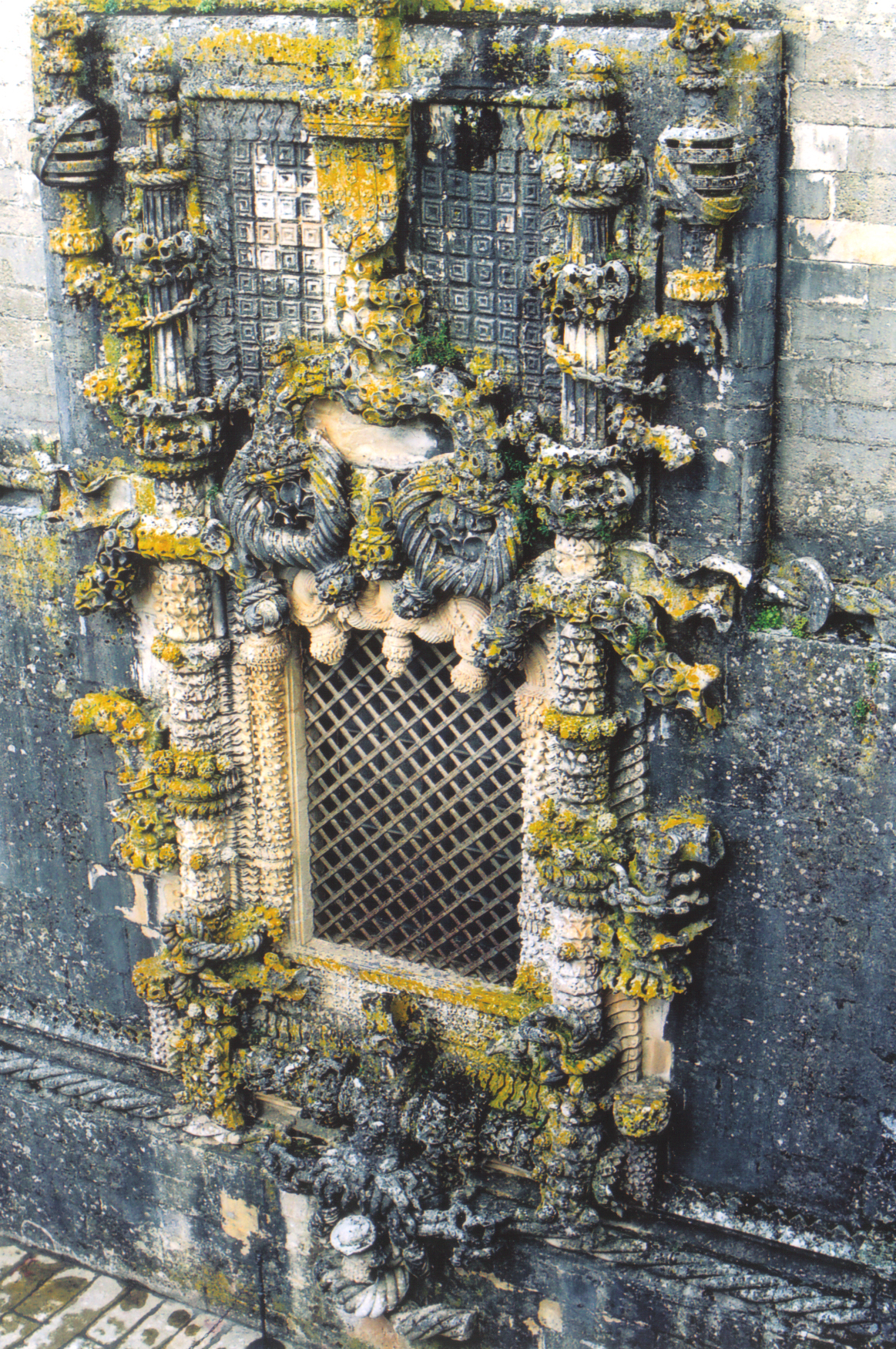
Una finestra del Convento di Cristo a Tomar, esempio di tardo manuelino.

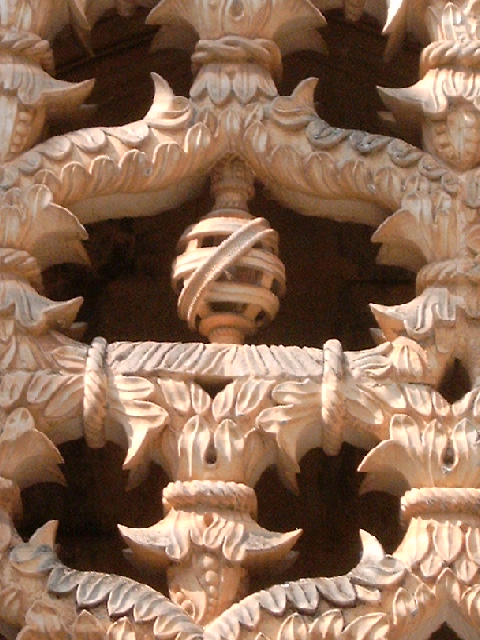
Sfera armillare nel Monastero di Batalha.

Lo stile manuelino o tardo gotico portoghese è lo stile architettonico sontuoso e composito fiorito in Portogallo. Nasce nel primo decennio del XVI secolo. Esso incorpora elementi marinari come riferimento alle scoperte fatte in quegli anni dai navigatori portoghesi Vasco da Gama e Pedro Álvares Cabral. Lo stile innovativo sintetizza aspetti del tardo gotico con lo stile plateresco spagnolo ed alcuni elementi dell'architettura italiana e fiamminga. 

## La nascita del manuelino
Esso funge da elemento di transizione fra il tardo gotico e lo stile rinascimentale. La costruzione di edifici pubblici, chiese e monasteri in stile manuelino venne finanziata dai lucrativi commerci delle spezie fra l'Africa e l'India ed il continente europeo. Queste enormi spese portarono però ben presto in grande crisi le finanze del Portogallo. Il nome di questo stile venne proposto da Francisco Adolfo de Varnhagen, visconte di Porto Seguro, nel 1842, descrivendo il Monastero dos Jerónimos, nel suo libro Noticia historica e descriptiva do Mosteiro de Belém, com um glossario de varios termos respectivos principalmente a architectura gothica.
Egli lo chiamò così in onore di Manuele I del Portogallo, sotto il cui regno (1495 - 1521) furono costruiti la maggior parte degli edifici in questo stile. Lo stile fu molto influenzato dagli strabilianti successi ottenuti dalla flotta portoghese nell'era delle grandi scoperte, con il raggiungimento delle coste dell'Africa, del Brasile e delle rotte oceaniche verso l'Asia.
Anche se questo stile durò molto poco (dal 1490 al 1520 circa), esso riveste una grande importanza nella storia dell'arte del Portogallo. Celebrando il potere marittimo del paese, esso viene impiegato nella costruzione di chiese, monasteri, palazzi e castelli, ma anche nella scultura, nella pittura, nella lavorazione dei metalli preziosi e nella costruzione di arredamento.
Alcuni importanti artisti che utilizzarono questo stile furono:
- architettura: Diogo Boitaca, Mateus Fernandes, Diogo de Arruda, Francisco de Arruda, João de Castilho, Diogo de Castilho, Diogo de Torralva, Jerónimo de Ruão (in francese noto con il nome Jérôme de Rouen);
- scultura: Diogo Pires il Giovane;
- pittura: Vasco Fernandes, Gaspar Vaz, Jorge Afonso, Cristóvâo de Figueiredo, Garcia Fernandes, Gregório Lopes.

Questo stile ornamentale è caratterizzato da strutture molto complesse realizzate in portali, finestre, colonne ed arcate. Alla fine del periodo tese ad essere eccessivo come si riscontra nel Convento di Cristo a Tomar.
I seguenti elementi appaiono regolarmente nella lavorazione delle pietre in stile manuelino:
- elementi di derivazione marinara: sfere armillari (strumento per la navigazione ed emblema del Re Manuele I), ancore, catene, corde e funi;
- elementi marini come conchiglie, perle e alghe;
- motivi floreali come rami di alloro, foglie di quercia, ghiande e fiori di papavero;
- simboli del Cristianesimo: croci dell'Ordine di Cristo, l'ordine militare che finanziò i primi viaggi di scoperta;
- elementi provenienti dalle nuove terre, come i decori del Chiostro reale del Monastero di Batalha ricavati da elementi islamici e da architetture indiane;
- colonne scolpite come funi attorcigliate;
- archi a volta semicircolare anziché a sesto acuto dello stile gotico;
- colonne binate;
- mancanza di simmetria;
- pinnacoli conici;
- superfici con nicchie.

## Gli edifici più rappresentativi
Molti degli edifici manuelini furono distrutti dal catastrofico terremoto di Lisbona del 1755, seguito dal maremoto che ne completò la distruzione. Andarono completamente distrutti il Palazzo Reale e l'Ospedale di Tutti i Santi oltre che numerose chiese. Lisbona può ancora vantare un gioiello dello stile manuelino che è costituito dal Monastero dos Jerónimos progettato, per la maggior parte, dall'architetto Diogo Boitac e la Torre di Belém disegnata da Francisco de Arruda, entrambe situate alla periferia di Lisbona. L'unico elemento sopravvissuto al terremoto nel centro della città, è il portale della chiesa di Nossa Senhora da Conceição Velha (Chiesa vecchia di Nostra Signora dell'Immacolata Concezione).
A parte Lisbona, l'edificio più interessante realizzato nello stile manuelino, è il Convento di Cristo a Tomar, progettato da Diogo de Arruda. In particolare la grande finestra della sala capitolare, con le sue sculture di funi attorcigliate ed elementi botanici è un capolavoro di questo stile.
Altri notevoli elementi in stile manuelino, sono il Chiostro reale (disegnato da Diogo Boitac) e la Cappella incompiuta (di Mateus Fernandes) nel Monastero di Batalha oltre che il Palazzo reale di Sintra.
Sempre nello stesso stile sono la chiesa del Monastero di Gesù a Setúbal, il Monastero di Santa Cruz a Coimbra, parte delle Cattedrali di Braga, Viseu e Guarda.
Fra gli edifici civili si possono ricordare:
- Évora: il Paço de Évora del 1525 (di Pedro de Trillo, Diogo de Arruda e Francisco de Arruda) ed il castello di Évora-Monte del 1531;
- Viana do Castelo, Guimarães ed altre città hanno dei manufatti in stile manuelino.

Lo stile si estese a tutte le arti decorative e si diffuse per tutto l'impero portoghese fino alle isole Azzorre, Marocco, a Madera, al Brasile, a Goa e Macao ed anche all'India. La sua influenza si diffuse anche al sud della Spagna, nelle Isole Canarie nel nord Africa e nelle colonie spagnole di Perù e Messico.

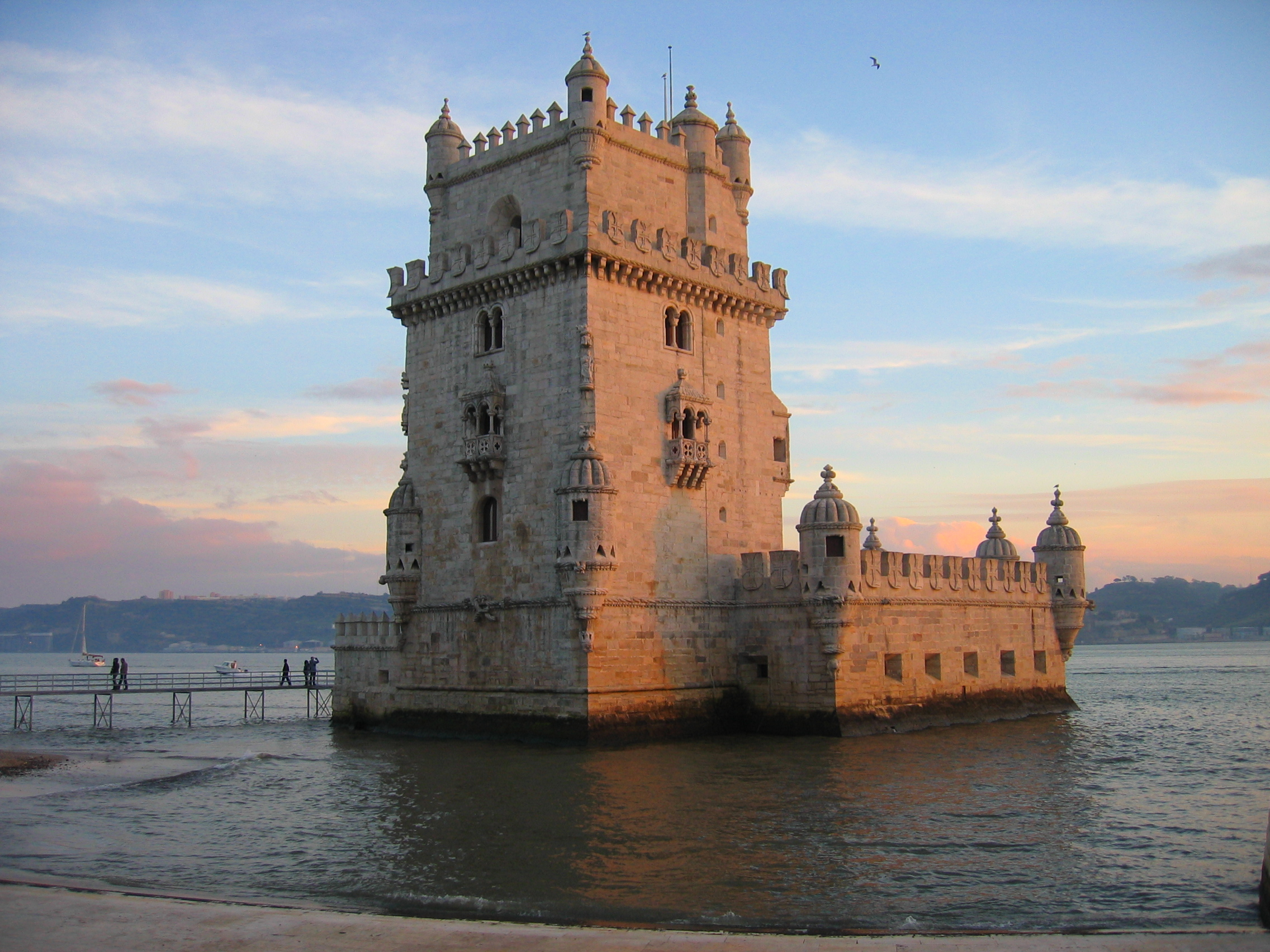
La Torre di Belém di Lisbona
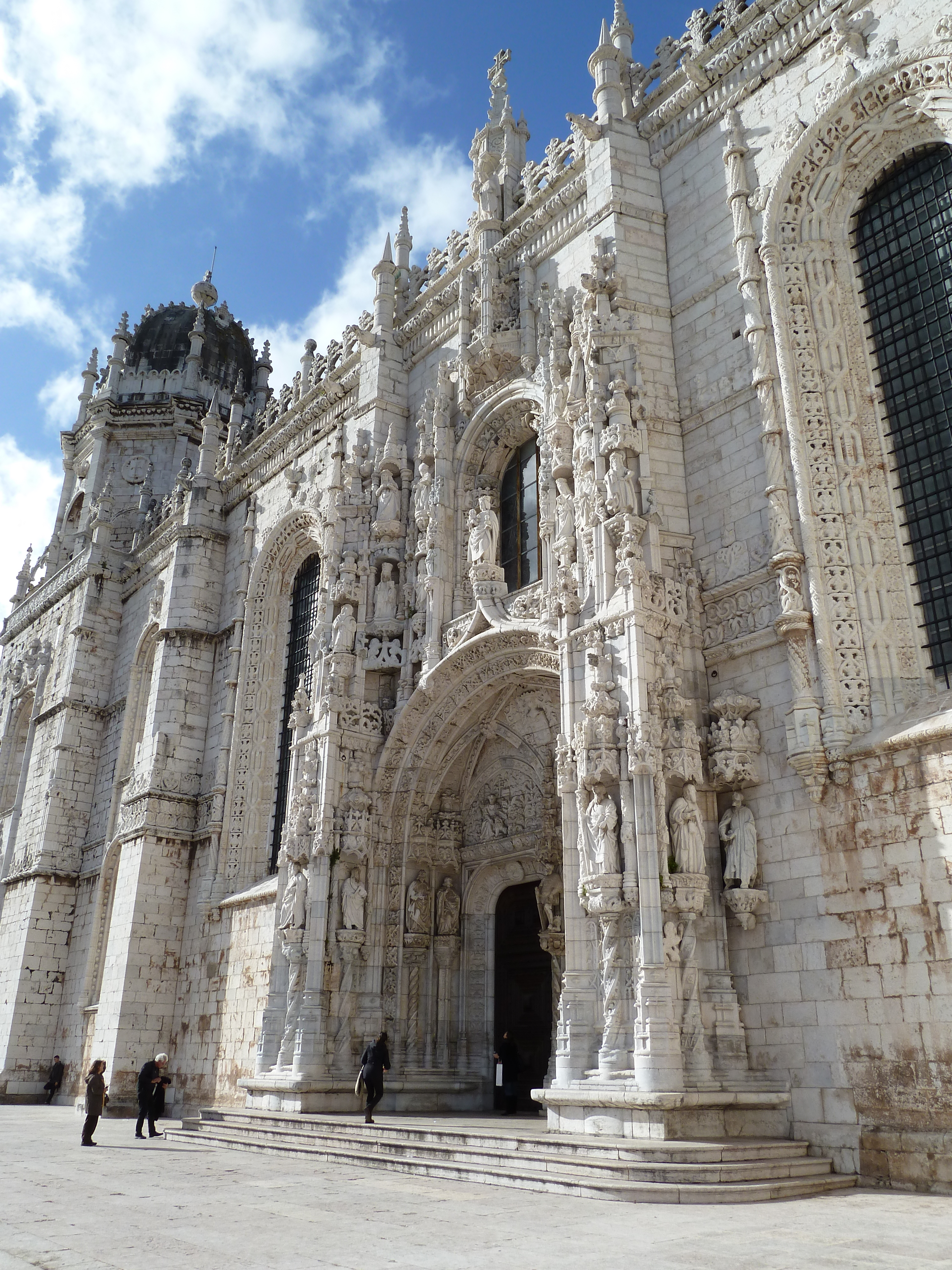
Monastero dos Jerónimos
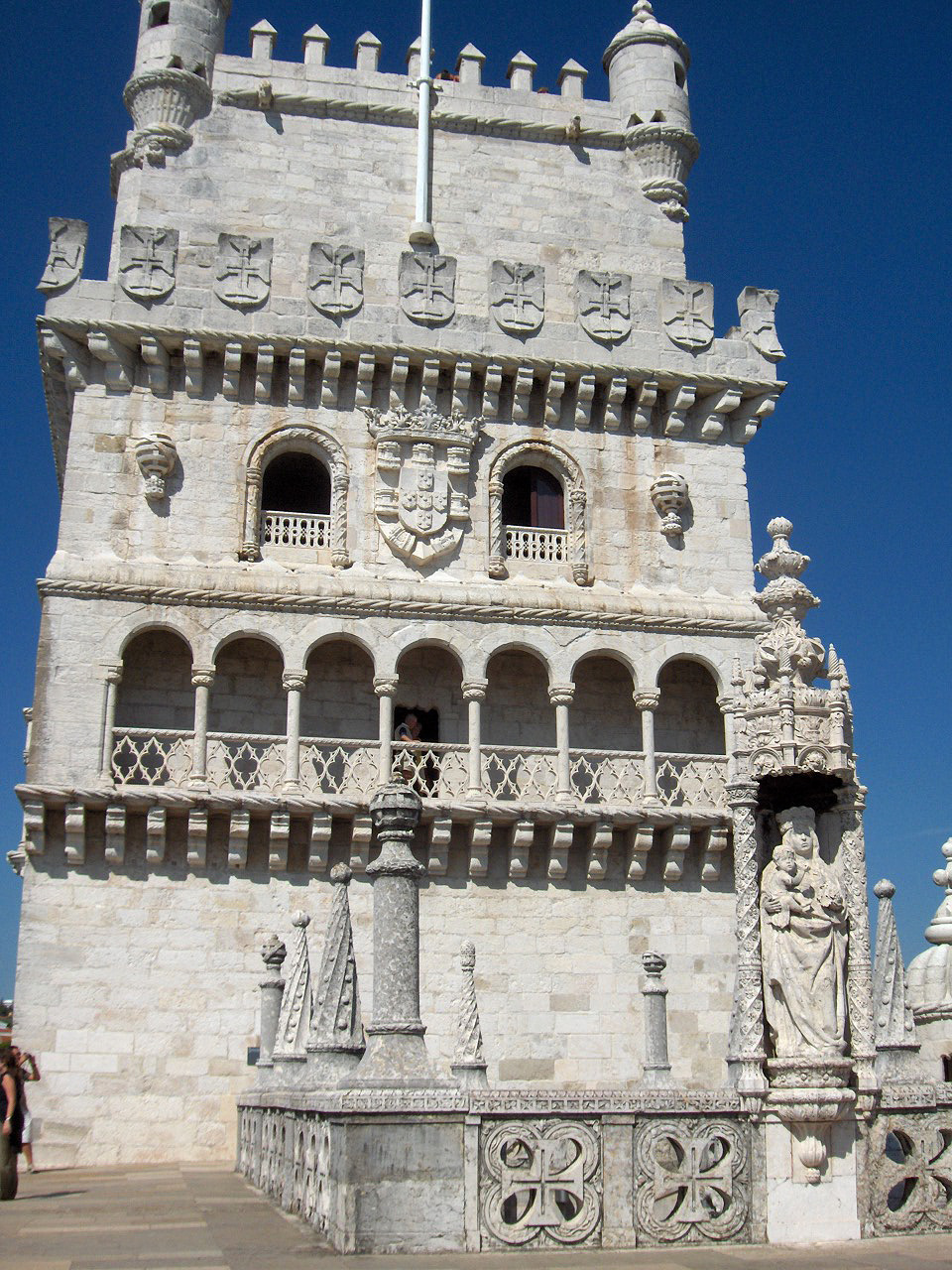
Torre di Belém nel tipico stile manuelino
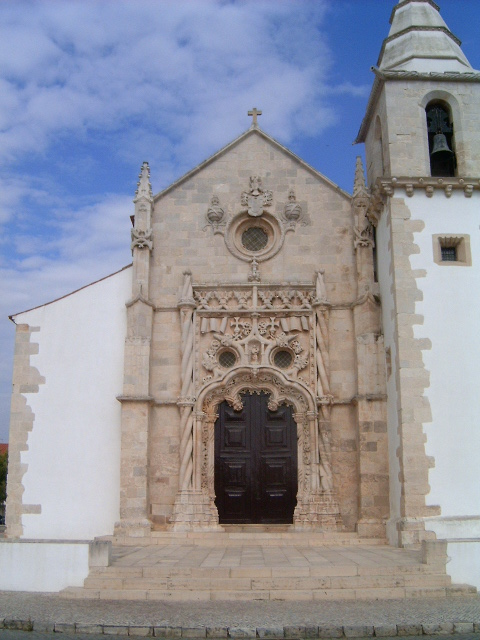
Portale della chiesa matrice di Golegã
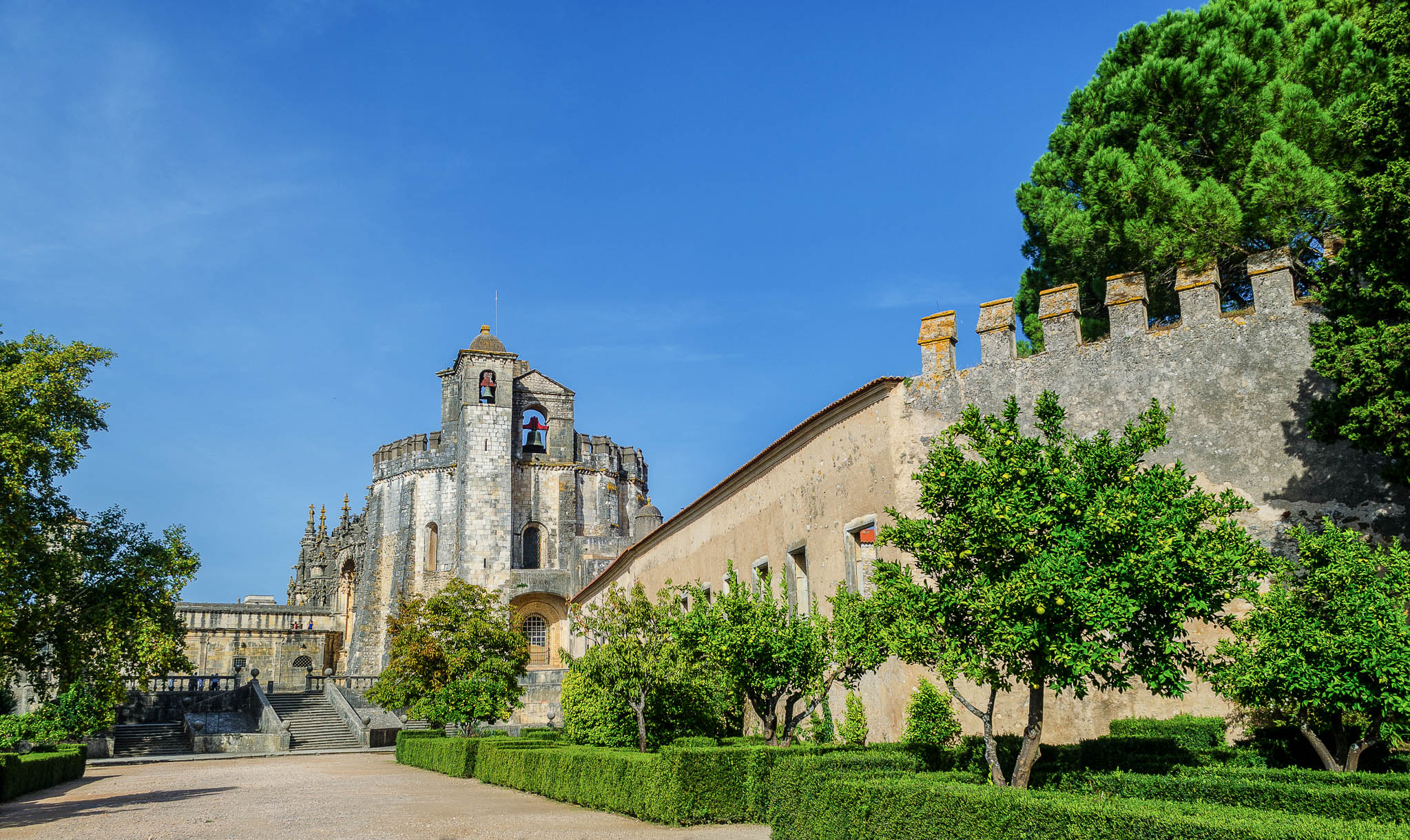
Convento dell'Ordine di Cristo
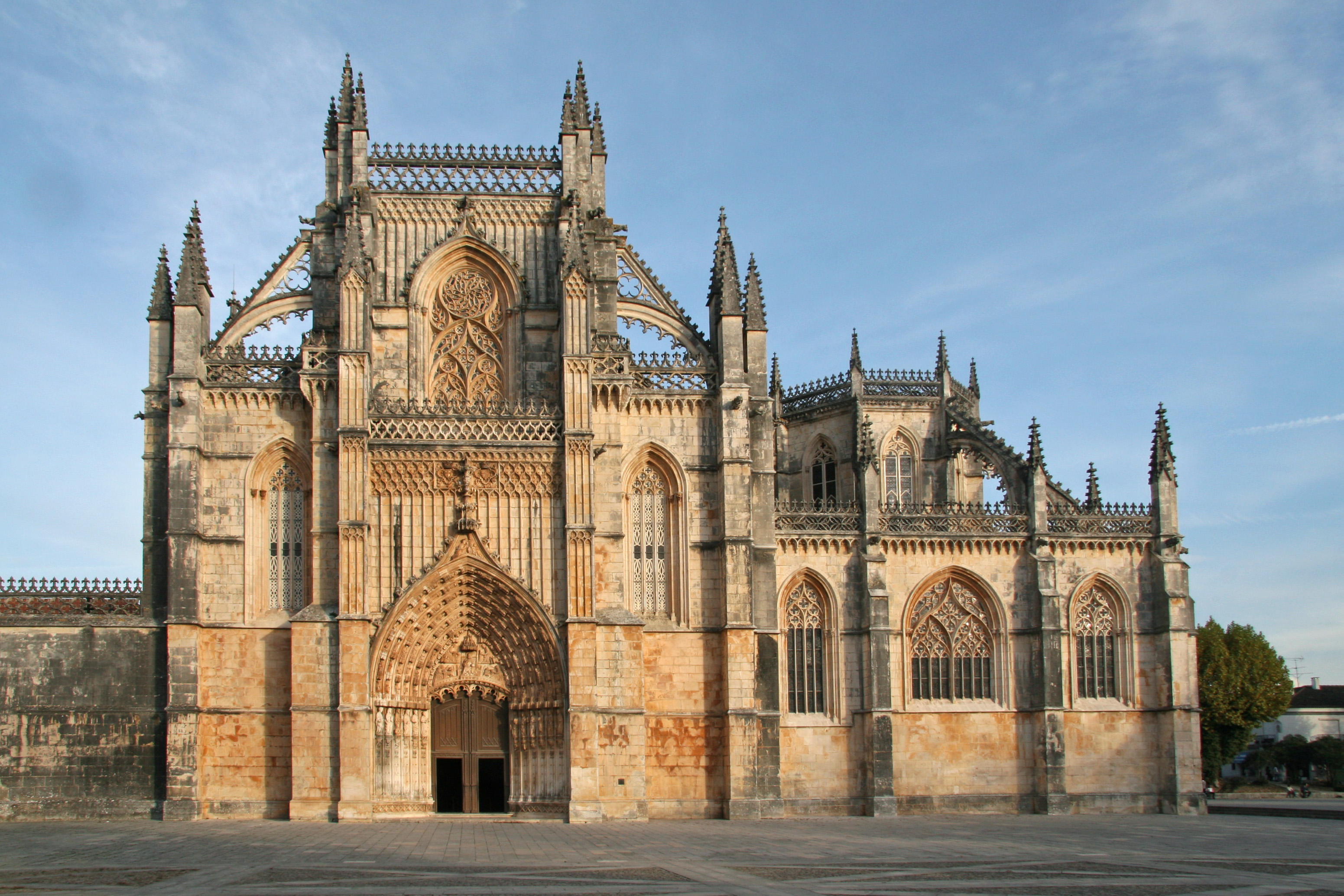
Monastero di Batalha